# Lange telling

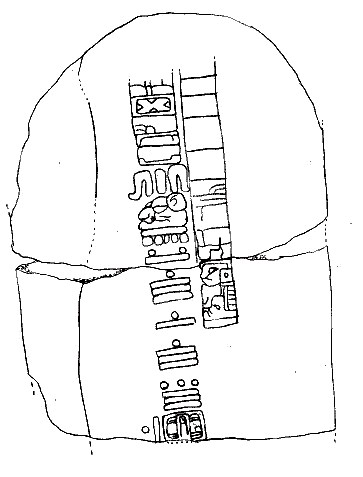
De achterkant van Stela C van Tres Zapotes
Dit is een van de oudste artefacten met de lange telling, hier afgebeeld is 7.16.6.16.18 (3 september 32 v.Chr.)

De lange telling van de Mayakalender is een tijdrekeningsstelsel waarmee iedere dag vanaf het begin van de huidige periode (begonnen op 11 augustus 3114 v.Chr.) eenduidig weergegeven kan worden.
De telling is voornamelijk gebaseerd op het twintigtallig stelsel. Dit stelsel is vermoedelijk afgeleid van het aantal tenen en vingers van een mens. Een dag werd een kin genoemd, een twintigtal dagen een uinal. Er gingen 18 uinals in een steen of tun. Iedere tun van 360 dagen was het de gewoonte om een steen (of stèle) op te richten. De tun komt dus bijna overeen met een jaar, maar moet niet met een haab van 365 dagen verward worden. Behoudens de 18 uinal in een tun, werden alle hogere periodes meestal in twintigtallen gedacht. Er gingen bijvoorbeeld 20 tun in een katun en 20 katun in een baktun.
Boven de baktun waren er nog grotere eenheden, bijvoorbeeld de calabtun = 20 pictun = 400 baktun (= ca 157700 jaar).
Het einde van een katun ging vaak met rituelen gepaard en met het oprichten van een gedenksteen. Voor de baktun en de nog hogere tijdseenheden gold dit veel minder. Hoewel de grotere kringlopen niet vaak gebruikt werden, hadden ze bijzondere betekenis; er bestaat zelfs een enkele aanduiding van de ouderdom van het universum. De geboorte van het heelal wordt met een raadselachtige formule weergegeven als:
13.13.13.13.13.13.13.13.13.13.13.13.13.13.13.13.13.13.13. || 13.0.0.0.0 4 Ahau 8 Cumku.
Dit betekent dat 13 baktuns zijn afgesloten op de dag 4 Ahau, 8e van de 20e maand Cumku, de basisdatum van de lange telling; maar aan deze reeds zeer omvangrijke tijdspanne van 13 baktuns zijn weer 19 andere tijdperken van elk 13 periodes, telkens met een macht van 20 verhoogd, voorafgegaan.

## Uitleg datum
| 121.192.63.154.05 |         |           |          |          |
| Nr.               | Dagen   | Periode   | Naam     | In jaren |
| 5                 | 1       | 1 K'in    | K'in     |          |
| 4                 | 20      | 20 K'in   | Winal    |          |
| 3                 | 360     | 18 Winal  | Tun      | ~1       |
| 2                 | 7.200   | 20 Tun    | K'atun   | ~20      |
| 1                 | 144.000 | 20 K'atun | B'ak'tun | ~395     |

Een datum werd meestal aangeduid door in een dubbele kolom het aantal baktuns, katuns, tuns, uinals en kins weer te geven. In moderne notatie schrijft men deze vijf aanduidingen achter elkaar gescheiden door punten, bijvoorbeeld 12.19.6.15.0 (overeenkomend met 1 januari 2000). Naast de lange (op)telling leidende tot de bedoelde datum zou echter meestal ook de aanduiding van de bereikte dag in tzolkin en haab gegeven worden. Voor het voorbeeld, 1 januari 2000, is dat 9 Ahau 9 Kankin. In de lange telling komt aan de 20e dagnaam, Ahau 'Vorst', een bijzondere betekenis toe, daar twintigtallige periodes zoals baktun en katun steeds op deze dag eindigden.
Volgens de lange telling zou het vandaag (3 maart 2025) de volgende datum zijn: 0.0.12.6.15

## Einde
De einddatum van de huidige kringloop wordt soms weergegeven als 13.0.0.0.0 en dit valt op 21 december 2012. Deze dag is echter 4 Ahau 3 Kankin (niet 4 Ahau 8 Cumku) en is daarmee geen (her)scheppingsdatum. De Maya zouden deze dag dus niet met angst en beven begroet hebben. De huidige pictun komt pas op 15 oktober 4772 ten einde.
Wel is het zo dat in 2012 de Vijfde Grote Cyclus ten einde is gekomen. Hier een overzicht van de vijf Grote Cycli:
| Grote Cyclus | Begin       | Eind        |
| ------------ | ----------- | ----------- |
| Eerste       | 23.614 v.C. | 18.489 v.C. |
| Tweede       | 18.489 v.C. | 13.364 v.C. |
| Derde        | 13.364 v.C. | 8.239 v.C.  |
| Vierde       | 8.239 v.C.  | 3.114 v.C.  |
| Vijfde       | 3.114 v.C.  | 2012 na C.  |

De lineaire lange telling bleef tot het einde van de klassieke tijd in gebruik. De jongste datum erin is van 909. Nadien werd de telling vervangen door de vereenvoudigde en cyclische korte telling.